# Ghiacciaio Gannutz
Il ghiacciaio Gannutz è un ghiacciaio situato sulla costa di Oates, nella regione nord-occidentale della Dipendenza di Ross, in Antartide. 
In particolare, il ghiacciaio, il cui punto più alto si trova a circa 800 m s.l.m., è situato nella parte occidentale dell'estremità settentrionale dei monti Bowers, e da qui fluisce verso nord, scorrendo lungo il fianco occidentale del monte Bruce e quello orientale del monte Belolikov fino a gettarsi nella baia di Rennick.

## Storia
Il ghiacciaio Gannutz è stato mappato per la prima volta dallo United States Geological Survey grazie a fotografie aeree scattate dalla marina militare statunitense (USN) nel periodo 1960-65, e così battezzato dal comitato consultivo dei nomi antartici in onore di Theodore P. Gannutz, biologo di stanza alla stazione Hallett nel periodo 1966-67 e leader scientifico presso la stazione Palmer nel 1968.